# Pinho Leal
Augusto Soares de Azevedo Barbosa de Pinho Leal (Lisboa, 16 de octubre de 1816 - Lordelo do Ouro, Oporto, 2 de enero de 1884) fue un historiador portugués, más conocido por su monumental obra: Portugal Antigo e Moderno: Diccionário Geográphico, Estatístico, Chorográphico, Heráldico, Archeológico, Histórico, Biográphico & Etymológico de Todas as Cidades, Villas e Freguesias de Portugal e Grande Número de Aldeias.
Hijo de un militar, partió con su padre hacia el Brasil en 1822, regresando después a Portugal para recorrerlo de punta a punta de acuerdo con los cambios de domicilio de su padre. Partidario de Miguel I en la guerra civil, tuvo que marchar al exilio durante algunos años. Se casó el 26 de septiembre de 1839 con Maria Rosa de Almeida, con quien tuvo 7 hijos.  
- Datos: Q9059908
- Multimedia: Pinho Leal / Q9059908